# 1000-km-Rennen von Silverstone 1983

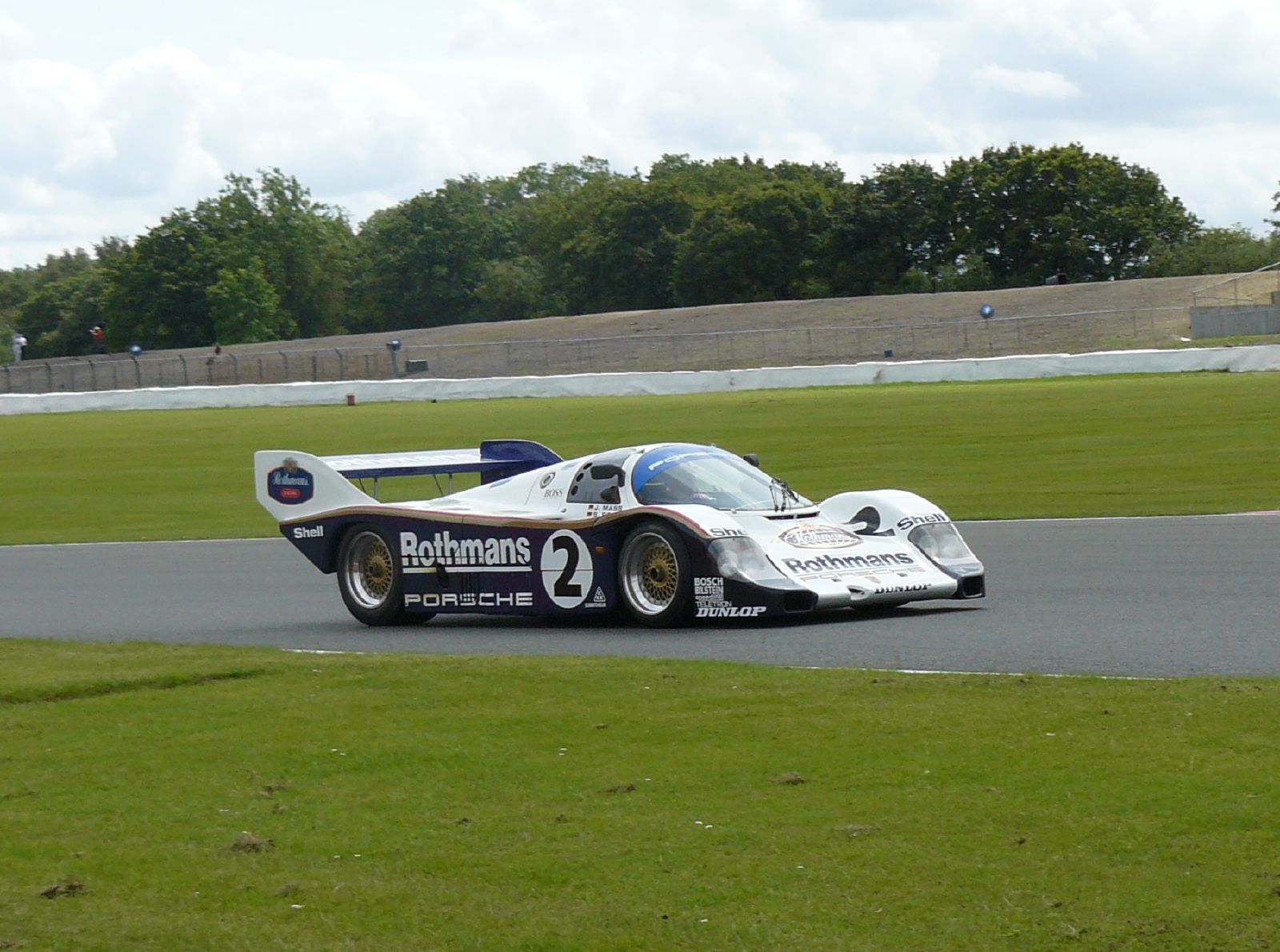
Porsche 956, Siegerwagen von Derek Bell und Stefan Bellof

Das 1000-km-Rennen von Silverstone 1983, auch Grand Prix International 1000 Kms, Silverstone Grand Prix Circuit, fand am 8. Mai auf dem Silverstone Circuit statt und war der zweite Wertungslauf der Sportwagen-Weltmeisterschaft dieses Jahres.

## Das Rennen
Nach dem Sieg von Bob Wollek und Thierry Boutsen im Joest-Porsche 956 beim 1000-km-Rennen von Monza brachte die Rennveranstaltung in Silverstone den ersten Saisonerfolg für das Porsche-Werksteam. Das Rennen begann auf regennasser Fahrbahn. Von den Startplätzen vier und fünf aus gingen die beiden Lancia LC2 von Riccardo Patrese und Teo Fabi in Führung. Auf der abgetrockneten Bahn fuhr Alan Jones, der Formel-1-Weltmeister 1980, an die erste Stelle der Wertung, ehe die Werks-Porsche das Kommando übernahmen. Entschieden wurde das Rennen durch einen der seltenen Fahrfehler von Jacky Ickx, der bei einem Dreher den Wagen so schwer beschädigte, dass er nicht mehr weiterfahren konnte. Nachdem auch die beiden Lancia wegen überhitzter Motoren an der Box abgestellt werden mussten, siegten am Ende Derek Bell und Stefan Bellof im Werks-Porsche 956.

## Ergebnisse

### Schlussklassement
| 1               | C        | 2  | Rothmans Porsche                   | Derek Bell Stefan Bellof                                 | Porsche 956     | 212 |
| 2               | C        | 8  | Sorga SA                           | Bob Wollek Stefan Johansson                              | Porsche 956     | 212 |
| 3               | C        | 14 | Canon Racing                       | Jan Lammers Thierry Boutsen                              | Porsche 956     | 205 |
| 4               | C        | 18 | Boss-Obermaier Racing              | Axel Plankenhorn Jürgen Lässig Harald Grohs              | Porsche 956     | 201 |
| 5               | C        | 21 | Porsche Kremer Racing              | Alan Jones Vern Schuppan                                 | Porsche 956     | 201 |
| 6               | C        | 42 | Richard Cleare                     | Tony Dron Richard Cleare                                 | Porsche CK5     | 197 |
| 7               | C        | 39 | Viscount Downe with Pace Petroleum | Ray Mallock Mike Salmon                                  | Nimrod NRA/C2B  | 184 |
| 8               | C        | 11 | John Fitzpatrick Racing            | John Fitzpatrick David Hobbs                             | Porsche 956     | 180 |
| 9               | C Junior | 63 | Jolly Club                         | Carlo Facetti Martino Finotto                            | Alba AR2        | 172 |
| 10              | B        | 89 | Team Castrol                       | Jens Winther David Mercer Wolfgang Braun                 | BMW M1          | 169 |
| 11              | B        | 88 | Racing Team Jürgensen GmbH         | Edgar Dören Hans-Christian Jürgensen Antoniella Mandelli | BMW M1          | 169 |
| 12              | C        | 55 | François Duret                     | Mike Wilds François Duret Ian Harrower                   | De Cadenet Lola | 167 |
| 13              | B        | 93 | Charles Ivey Racing                | John Cooper Paul Smith David Ovey                        | Porsche 930     | 159 |
| 14              | B        | 92 | Georg Memminger                    | Georg Memminger Heinz Kuhn-Weiss                         | Porsche 930     | 149 |
| 15              | B        | 98 | Bernd Schiller                     | Günter Steckkönig Bernd Schiller                         | Porsche 930     | 148 |
| Ausgefallen     |          |    |                                    |                                                          |                 |     |
| 16              | C        | 41 | Emka Productions Ltd.              | Tiff Needell Jeff Allam Steve O’Rourke                   | EMKA C83/1      | 165 |
| 17              | C        | 1  | Rothmans Porsche                   | Jacky Ickx Jochen Mass                                   | Porsche 956     | 114 |
| 18              | C        | 52 | Grifone Sivama                     | Duilio Truffo Joe Castellano                             | Lancia LC1      | 98  |
| 19              | C        | 51 | Grifone Sivama                     | Massimo Sigala Oscar Larrauri                            | Lancia LC1      | 94  |
| 20              | C        | 15 | Joest Racing                       | Marc Duez Philippe Martin Jean-Michel Martin             | Porsche 936C    | 77  |
| 21              | C        | 4  | Martini Racing                     | Michele Alboreto Riccardo Patrese                        | Lancia LC2      | 74  |
| 22              | C        | 12 | Joest Racing                       | Hans Heyer Volkert Merl Clemens Schickentanz             | Porsche 956     | 74  |
| 23              | C        | 5  | Martini Racing                     | Piercarlo Ghinzani Teo Fabi                              | Lancia LC2      | 54  |
| 24              | C        | 47 | Henns' T-Bird Swap Shop            | Preston Henn Guy Edwards Rupert Keegan                   | Porsche 956     | 54  |
| 25              | C        | 35 | Brun Motorsport GmbH               | Hans-Joachim Stuck Walter Brun                           | Sehcar SH C6    | 32  |
| 26              | C Junior | 60 | Mazdaspeed                         | Yōjirō Terada Pete Lovett                                | Mazda 717C      | 32  |
| 27              | B        | 95 | Equipe Alméras Fréres              | Jean-Marie Alméras Roland Biancone Jacques Guillot       | Porsche 930     | 7   |
| Nicht gestartet |          |    |                                    |                                                          |                 |     |
| 28              | C Junior | 62 | Manns Racing                       | David Palmer Roy Baker Les Blackburn                     | Harrier RX83C   | 1   |
| 29              | B        | 91 | Edgar Dören                        | Helmut Gall Margie Smith-Haas                            | Porsche 930     | 2   |
| 30              | C        | 1T | Rothmans Porsche                   |                                                          | Porsche 956     | 3   |

1 defekter Turbolader
2 nicht gestartet
3 Trainingswagen

### Nur in der Meldeliste
Hier finden sich Teams, Fahrer und Fahrzeuge, die ursprünglich für das Rennen gemeldet waren, aber aus den unterschiedlichsten Gründen daran nicht teilnahmen.
| Pos. | Klasse | Nr. | Team                      | Fahrer                                       | Chassis    |
| ---- | ------ | --- | ------------------------- | -------------------------------------------- | ---------- |
| 31   | C      | 17  | Tiga                      | Neil Crang                                   | Tiga GC83  |
| 32   | C      | 43  | Peer Racing               | Dave Kennedy Martin Birrane                  | Ford C100  |
| 33   | C      | 48  | Grid Motor Racing Limited | Emilio de Villota Skeeter McKitterick        | Grid S1    |
| 34   | C      | 56  | Mirabella Racing          | Giorgio Francia Paolo Barilla Luigi Moreschi | Lancia LC2 |

### Klassensieger
| Klasse   | Fahrer        | Fahrer          | Fahrer         | Fahrzeug    | Platzierung im Gesamtklassement |
| -------- | ------------- | --------------- | -------------- | ----------- | ------------------------------- |
| C        | Derek Bell    | Stefan Bellof   |                | Porsche 956 | Gesamtsieg                      |
| C Junior | Carlo Facetti | Martino Finotto |                | Alba AR2    | Rang 9                          |
| B        | Jens Winther  | David Mercer    | Wolfgang Braun | BMW M1      | Rang 10                         |

### Renndaten
- Gemeldet: 34
- Gestartet: 27
- Gewertet: 15
- Rennklassen: 3
- Zuschauer: 20000
- Wetter am Renntag: Regen zu Beginn, dann trocken
- Streckenlänge: 4,719 km
- Fahrzeit des Siegerteams: 5:02:42,930 Stunden
- Gesamtrunden des Siegerteams: 212
- Gesamtdistanz des Siegerteams: 1000,342 km
- Siegerschnitt: 198,274 km/h
- Pole Position: Stefan Bellof – Porsche 956 (#2) – 1:13,250 = 232,220 km/h
- Schnellste Rennrunde: Riccardo Patrese – Lancia LC2 (#4) – 1:18,390 = 216,698 km/h
- Rennserie: 2. Lauf zur Sportwagen-Weltmeisterschaft 1983